# Puente Lupu
El puente Lupu (en chino tradicional, 盧浦大橋; en chino simplificado, 卢浦大桥; pinyin, Lúpǔ Dàqiáo), llamado así por el antiguo distrito de Luwan (posteriormente integrado en Huangpu) y por el distrito de Pudong, es un puente en arco de tablero pasante que cruza sobre el río Huangpu en Shanghái, China. La estructura conecta los distritos de Huangpu y de Pudong.
Tiene una longitud total (incluyendo los tramos de aproximación) de 3.900 m, y se inauguró el 28 de junio de 2003. La estructura principal del puente tiene 750 m de largo (contando con los dos tramos laterales de 100 m cada uno), y el vano principal tiene una luz de 550 m sobre el río Huangpu. Fue 32 m más largo que el poseedor del récord anterior de puente en arco de mayor vano, el puente del Barranco del Río Nuevo en Fayetteville (Virginia Occidental). Conservó ese récord mundial hasta 2009, con la inauguración del puente Chaotianmen en Chongqing. En 2025, aún era el cuarto puente en arco más largo, tras ser también superado por el Tercer puente de Ping'nan, en Guangxi, y el puente de Longtan Tianhu.
Costó 2.500 millones de yuanes (302 millones de dólares), incluyendo 78,04 millones de dólares solo para la estructura principal de acero. Se encuentra junto al antiguo emplazamiento de la Exposición Universal de Shanghái de 2010, de la que fue el eje central.

## Nombre
El nombre del puente, Lupu, es una abreviatura de los dos distritos de Shanghái que conecta, uno de los cuales ya no existe. La orilla norte del río estuvo administrada por Luwan hasta 2011, cuando se fusionó con el distrito de Huangpu. Sin embargo, el puente aún conserva el nombre del antiguo distrito. La orilla sur del río está administrada por Pudong. La denominación sigue el criterio de la nomenclatura de los tres puentes anteriores que cruzaban el río Huangpu: los puentes de Nanpu (Nanshi-Pudong), Yangpu (Yangpu-Pudong) y Xupu (Xuhui-Pudong).

## Historia

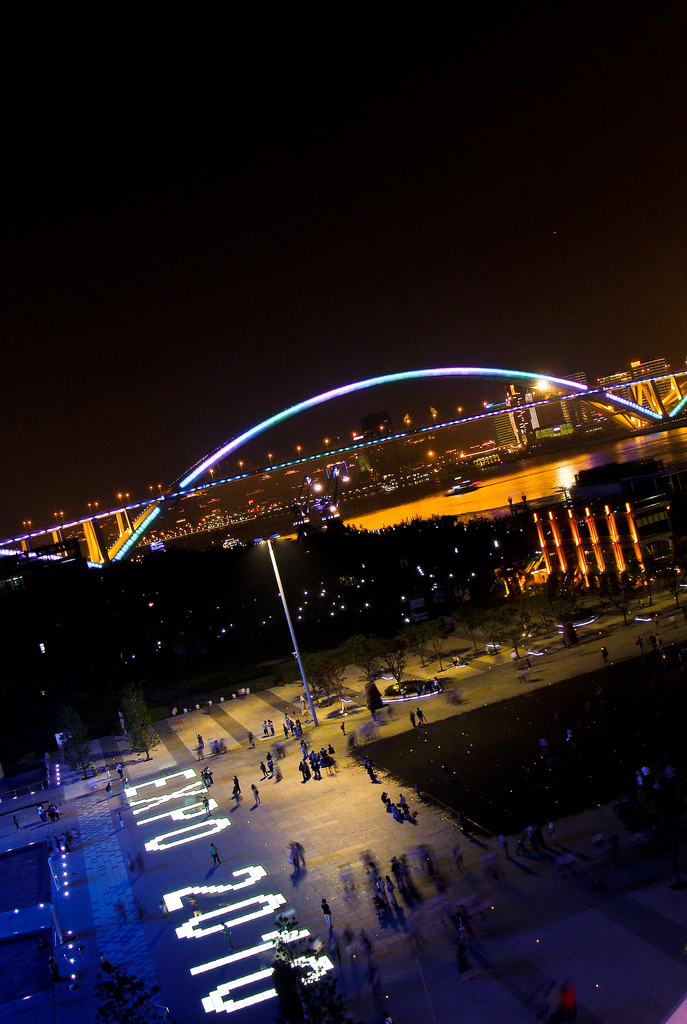
El puente Lupu de noche, visto desde la Mercedes-Benz Arena durante la Exposición Universal de Shanghái de 2010

El puente se concibió para descongestionar las zonas de rápido desarrollo del sur de Puxi, así como para gestionar el tráfico previsto para la Exposición Universal de Shanghái de 2010. El emplazamiento de la Expo 2010 se encontraba justo al este del Puente Lupu, en el lado de Puxi, y a ambos costados del puente, en el lado de Pudong.
La construcción comenzó en octubre de 2000 utilizando un método de voladizo y tirantes temporales. Se utilizaron más de 35.000 toneladas de acero. El arco del puente se cerró por la clave el 7 de octubre de 2002.
Una vez finalizado, el puente pasó a ser el puente de arco más largo del mundo, superando al anterior titular, el puente del Barranco del Río Nuevo en Fayetteville (Virginia Occidental). La ceremonia de inauguración se celebró el 27 de junio de 2003, con un grupo de corredores, entre los que figuraba el famoso jugador de baloncesto Yao Ming, que fueron los primeros en cruzar el puente. El puente se abrió al tráfico de vehículos al día siguiente.
En 2009, el puente Lupu perdió su título de puente de arco más largo del mundo ante el puente Chaotianmen en Chongqing. El vano principal del puente Chaotianmen era tan solo 2 m más largo, con una longitud de 552 m.
El puente Lupu fue uno de los elementos arquitectónicos centrales de la Exposición Universal de Shanghái de 2010, ya que formaba parte del límite occidental del recinto de la Expo.

## Conexiones viales
El puente soporta 6 carriles de la autopista Norte-Sur, una importante vía elevada de la ciudad que cuenta con 3 carriles por sentido. Desde Pudong, los conductores pueden acceder al puente Lupu desde las rampas de acceso a la Vía Elevada Norte-Sur en dirección oeste por la calle Yaohua o en dirección norte por la calle Jiyang. La Vía Elevada Norte-Sur termina inmediatamente después del puente Lupu y se convierte en la calle Jiyang, con una rampa de salida hacia la calle Yaohua en dirección este.
En el lado de Puxi, inmediatamente al norte del puente, la Vía Elevada Norte-Sur se cruza con la autopista del Anillo Interior, otra importante vía elevada de Shanghái, formando el intercambiador de la Vía de Luban.

## Crítica
La construcción de un puente de arco se consideraba un despilfarro, debido a los costos adicionales asociados, y se rechazaron otros diseños más económicos en favor del diseño de un arco atirantado, más costoso. El puente Lupu se convirtió en el primer puente de arco que cruzaba el río Huangpu en Shanghái. Por el contrario, muchos ciudadanos consideran que su diseño es simplemente una joya para la ciudad. Los defensores del puente argumentaron que todos los demás puentes que cruzaban el Huangpu eran atirantados, y que construir un arco aportaría variedad a los tipos de puentes en el paisaje de Shanghái.

## Atracción turística

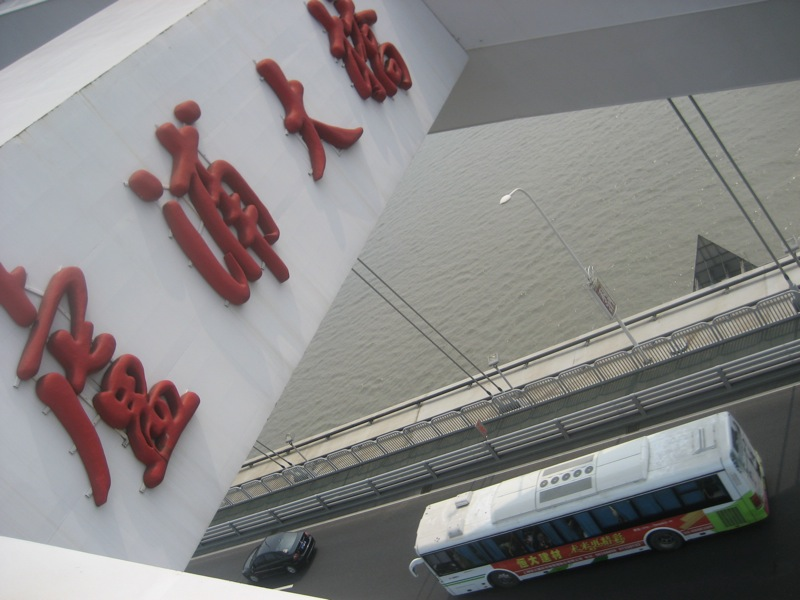
Los turistas pueden subir a la cima del arco y ver el puente desde arriba, como se muestra en esta imagen

El puente Lupu se convirtió en una popular atracción turística, puesto que los turistas podían ascender al mirador situado en su parte superior. La atracción, conocida como "Subida de Shanghái", consistía en subir en un ascensor de alta velocidad desde la base del puente y luego ascender 367 escalones hasta la clave del arco. La entrada a la atracción se encontraba en la calle Luban, al pie del lado de Puxi del puente. El mirador ofrece magníficas vistas de Shanghái y del recinto de la Exposición Universal de Shanghái de 2010 durante la feria. Actualmente (desde el 03/05/2016), el puente está cerrado al turismo.
La estación de metro actualmente en funcionamiento más cercana a la base del puente de la atracción turística es la de Luban Road en la Línea 4 del Metro de Shanghái. La estación del puente Lupu en la Línea 13 recibe su nombre del propio puente, aunque fue una estación temporal utilizada en exclusiva durante la Exposición Universal de Shanghái de 2010 y actualmente no está en servicio.

## Premios
El puente de arco Lupu, de Shanghái, China, recibió el Premio a la Estructura Destacada de la Asociación Internacional de Ingeniería de Puentes y Estructuras (IABSE) 2008 por ser "Un puente de arco de cajón de gran altura con una luz récord, líneas limpias e impresionantes y un uso innovador de los tramos laterales del arco y el tablero para resistir el empuje del arco principal".